# Fiat Argo
Fiat Argo är en personbil som tillverkas av Fiat Chrysler Automobiles brasilianska dotterbolag sedan 2017. Den är avsedd att ersätta världsbilen Palio på den sydamerikanska marknaden.
Versioner:
| Modell | Motor               | Cylindervolym | Effekt | Bränslesystem                 |
| ------ | ------------------- | ------------- | ------ | ----------------------------- |
| 1.0    | 3-cyl radmotor SOHC | 999 cm³       | 72 hk  | Bränsleinsprutning (E85 flex) |
| 1.3    | 4-cyl radmotor DOHC | 1332 cm³      | 101 hk | Bränsleinsprutning (E85 flex) |
| 1.8    | 4-cyl radmotor DOHC | 1747 cm³      | 135 hk | Bränsleinsprutning (E85 flex) |